# Ескарсега (Ескарсега, Кампече)
Ескарсега (шп. Escárcega) насеље је у Мексику у савезној држави Кампече у општини Ескарсега. Насеље се налази на надморској висини од 82 м.

## Становништво
Према подацима из 2010. године у насељу је живело 29477 становника.

### Хронологија
| Година       | 2000                  | 2005                  | 2010                  |
| ------------ | --------------------- | --------------------- | --------------------- |
| Становништво | 25911 (12691 / 13220) | 27214 (13178 / 14036) | 29477 (14306 / 15171) |

### Попис
| \| \| м \| \| \| ж \| \| 0—2 \| 918 \| \| \| 947 \| \| 3—5 \| 956 \| \| \| 954 \| \| 6—11 \| 1.849 \| \| \| 1.801 \| \| 12—14 \| 979 \| \| \| 959 \| \| 15—17 \| 1.110 \| \| \| 981 \| \| 18—24 \| 1.877 \| \| \| 2.162 \| \| 60+ \| 1.096 \| \| \| 982 \| \| Просек : \| 27,1 \| \| \| 27,7 \| |       |  |  |       |
| |       |  |  |       |
| | м     |  |  | ж     |
| 0—2 | 918   |  |  | 947   |
| 3—5 | 956   |  |  | 954   |
| 6—11 | 1.849 |  |  | 1.801 |
| 12—14 | 979   |  |  | 959   |
| 15—17 | 1.110 |  |  | 981   |
| 18—24 | 1.877 |  |  | 2.162 |
| 60+ | 1.096 |  |  | 982   |
| Просек : | 27,1  |  |  | 27,7  |

| #   | Индикатор                                                                                        | Вредност |
| --- | ------------------------------------------------------------------------------------------------ | -------- |
| 1   | Становништво од 0 до 2 године                                                                    | 1865     |
| 2   | Мушко становништво од 0 до 2 године                                                              | 918      |
| 3   | Женско становништво од 0 до 2 године                                                             | 947      |
| 4   | Становништво са 3 и више година                                                                  | 27494    |
| 5   | Мушко становништво са 3 и више година                                                            | 13329    |
| 6   | Женско становништво са 3 и више година                                                           | 14165    |
| 7   | Становништво са 5 и више година                                                                  | 26209    |
| 8   | Мушко становништво са 5 и више година                                                            | 12702    |
| 9   | Женско становништво са 5 и више година                                                           | 13507    |
| 10  | Становништво са 12 и више година                                                                 | 21934    |
| 11  | Мушко становништво са 12 и више година                                                           | 10524    |
| 12  | Женско становништво са 12 и више година                                                          | 11410    |
| 13  | Становништво са 15 и више година                                                                 | 19996    |
| 14  | Мушко становништво са 15 и више година                                                           | 9545     |
| 15  | Женско становништво са 15 и више година                                                          | 10451    |
| 16  | Становништво са 18 и више година                                                                 | 17905    |
| 17  | Мушко становништво са 18 и више година                                                           | 8435     |
| 18  | Женско становништво са 18 и више година                                                          | 9470     |
| 19  | Становништво од 3 до 5 година                                                                    | 1910     |
| 20  | Мушко становништво од 3 до 5 година                                                              | 956      |
| 21  | Женско становништво од 3 до 5 година                                                             | 954      |
| 22  | Становништво од 6 до 11 година                                                                   | 3650     |
| 23  | Мушко становништво од 6 до 11 година                                                             | 1849     |
| 24  | Женско становништво од 6 до 11 година                                                            | 1801     |
| 25  | Становништво од 8 до 14 година                                                                   | 4389     |
| 26  | Мушко становништво од 8 до 14 година                                                             | 2227     |
| 27  | Женско становништво од 8 до 14 година                                                            | 2162     |
| 28  | Становништво од 12 до 14 година                                                                  | 1938     |
| 29  | Мушко становништво од 12 до 14 година                                                            | 979      |
| 30  | Женско становништво од 12 до 14 година                                                           | 959      |
| 31  | Становништво од 15 до 17 година                                                                  | 2091     |
| 32  | Мушко становништво од 15 до 17 година                                                            | 1110     |
| 33  | Женско становништво од 15 до 17 година                                                           | 981      |
| 34  | Становништво од 18 до 24 године                                                                  | 4039     |
| 35  | Мушко становништво од 18 до 24 године                                                            | 1877     |
| 36  | Женско становништво од 18 до 24 године                                                           | 2162     |
| 37  | Женско становништво од 15 до 49 година                                                           | 8379     |
| 38  | Становништво са 60 и више година                                                                 | 2078     |
| 39  | Мушко становништво са 60 и више година                                                           | 1096     |
| 40  | Женско становништво са 60 и више година                                                          | 982      |
| 41  | Однос између мушкараца и жена                                                                    | 94.3     |
| 42  | Становништво од нуле до 14 година                                                                | 9363     |
| 43  | Становништво од 15 до 64 године                                                                  | 18618    |
| 44  | Становништво од 65 година и више                                                                 | 1378     |
| 45  | Просечан број деце                                                                               | 2.44     |
| 46  | Становништво рођено у ентитету                                                                   | 21290    |
| 47  | Мушко становништво рођено у ентитету                                                             | 10339    |
| 48  | Женско становништво рођено у ентитету                                                            | 10951    |
| 49  | Становништво рођено у другом ентитету                                                            | 7938     |
| 50  | Мушко становништво рођено у другом ентитету                                                      | 3840     |
| 51  | Женско становништво рођено у другом ентитету                                                     | 4098     |
| 52  | Становништво од 5 година и више резидентно у ентитету у јуну 2005. године                        | 24434    |
| 53  | Мушко становништво старосног доба од 5 година и више, резидентно у ентитету у јуну 2005. године  | 11742    |
| 54  | Женско становништво старосног доба од 5 и више година, резидентно у ентитету у јуну 2005. године | 12692    |
| 55  | Становништво од 5 година и више које је живело у другом ентитету у јуну 2005. године             | 1464     |
| 56  | Мушко становништво старије од 5 година које је живело у другом ентитету у јуну 2005. године      | 754      |
| 57  | Женско становништво старије од 5 година које је живело у другом ентитету у јуну 2005. године     | 710      |
| 58  | Становништво од 3 године и више које говори аутохтони језик                                      | 928      |
| 59  | Мушко становништво старо 3 године и више које говори аутохтони језик                             | 487      |
| 60  | Женско становништво старо 3 године и више које говори аутохтони језик                            | 441      |
| 61  | Становништво од 3 године и више које говори аутохтони језик и не говори шпански језик            | 7        |
| 62  | Мушко становништво старо 3 године и више које говори аутохтони језик и не говори шпански         | 2        |
| 63  | Женско становништво старо 3 године и више које говори аутохтони језик и не говори шпански језик  | 5        |
| 64  | Становништво старо 3 године и више које говори аутохтони језик и шпански                         | 856      |
| 65  | Мушко становништво старо 3 године и више које говори аутохтони језик и шпански                   | 449      |
| 66  | Женско становништво старо 3 године и више које говори аутохтони језик и шпански                  | 407      |
| 67  | Становништво од 5 година и више које говори аутохтони језик                                      | 924      |
| 68  | Становништво од 5 година и више које говори аутохтони језик и не говори шпански језик            | 7        |
| 69  | Становништво од 5 година и више које говори аутохтони језик и говори шпански језик               | 854      |
| 70  | Становништво у домородачким домаћинствима                                                        | 2484     |
| 71  | Становништво са ограничењима у активностима                                                      | 1144     |
| 72  | Становништво са ограниченим ходањем или кретањем, горе или доле                                  | 586      |
| 73  | Становници са ограничењима вида, чак и уз кориштење сочива                                       | 327      |
| 74  | Становништво са ограничењима говора, комуникације или конверзације                               | 116      |
| 75  | Становништво са ограниченим слухом                                                               | 112      |
| 76  | Становништво са ограничењима при одевању, купању или јелу                                        | 54       |
| 77  | Становништво са ограничењима у опажању или учењу једноставних ствари                             | 66       |
| 78  | Становништво са менталним ограничењима                                                           | 122      |
| 79  | Становништво без ограничења активности                                                           | 28143    |
| 80  | Становништво од 3 до 5 година које не похађа школу                                               | 907      |
| 81  | Мушко становништво од 3 до 5 година које не похађа школу                                         | 447      |
| 82  | Женско становништво од 3 до 5 година које не похађа школу                                        | 460      |
| 83  | Становништво од 6 до 11 година које не похађа школу                                              | 134      |
| 84  | Мушко становништво од 6 до 11 година које не похађа школу                                        | 79       |
| 85  | Женско становништво од 6 до 11 година које не похађа школу                                       | 55       |
| 86  | Становништво од 12 до 14 година које не похађа школу                                             | 152      |
| 87  | Мушко становништво од 12 до 14 година које не похађа школу                                       | 79       |
| 88  | Женско становништво од 12 до 14 година које не похађа школу                                      | 73       |
| 89  | Становништво од 15 до 17 година похађа школу                                                     | 1463     |
| 90  | Мушко становништво од 15 до 17 година похађа школу                                               | 755      |
| 91  | Женско становништво између 15 и 17 година живота у школи                                         | 708      |
| 92  | Становништво од 18 до 24 године похађа школу                                                     | 1160     |
| 93  | Мушко становништво од 18 до 24 године похађа школу                                               | 553      |
| 94  | Женско становништво од 18 до 24 године похађа школу                                              | 607      |
| 95  | Становништво од 8 до 14 година које не може да чита и пише                                       | 157      |
| 96  | Мушко становништво старосног доба од 8 до 14 година које не може да чита и пише                  | 105      |
| 97  | Женско становништво старосног доби од 8 до 14 година које не може да чита и пише                 | 52       |
| 98  | Становништво од 15 година и више које је неписмено                                               | 1692     |
| 99  | Мушко становништво од 15 година и више које је неписмено                                         | 637      |
| 100 | Женско становништво од 15 година и више које је неписмено                                        | 1055     |
| 101 | Становништво старо 15 и више година без школовања                                                | 2050     |
| 102 | Мушко становништво старо 15 и више година без школовања                                          | 831      |
| 103 | Женско становништво старо 15 и више година без школовања                                         | 1219     |
| 104 | Становништво старосног доба 15 и више година са непотпуним основним образовањем                  | 2750     |
| 105 | Мушко становништво старосног доба од 15 година и више са непотпуном основним образовањем         | 1297     |
| 106 | Женско становништво старосног доба 15 и више година са непотпуном основним образовањем           | 1453     |
| 107 | Становништво старо 15 и више година са комплетним основним образовањем                           | 2914     |
| 108 | Мушко становништво старо 15 година и више са комплетним основним образовањем                     | 1391     |
| 109 | Женско становништво старо 15 и више година са комплетним основним образовањем                    | 1523     |
| 110 | Становништво старосног доба 15 и више година са непотпуним средњим образовањем                   | 1167     |
| 111 | Мушко становништво старосног доба од 15 година и више са непотпуним средњим образовањем          | 646      |
| 112 | Женско становништво старосног доба од 15 година и више са непотпуним средњим образовањем         | 521      |
| 113 | Становништво старо 15 и више година са пуним секундарном образовањем                             | 4833     |
| 114 | Мушко становништво старосног доба од 15 година и више са пуним секундарном образовањем           | 2242     |
| 115 | Женско становништво старосног доба од 15 година и више са пуним секундарном образовањем          | 2591     |
| 116 | Становништво старије од 18 година са постосновним образовањем                                    | 5648     |
| 117 | Мушко становништво старије од 18 година са постосновним образовањем                              | 2850     |
| 118 | Женско становништво старије од 18 година са постосновним образовањем                             | 2798     |
| 119 | Просечна оцена школовања                                                                         | 7.99     |
| 120 | Просечан ниво образовања мушке популације                                                        | 8.21     |
| 121 | Просечан ниво образовања женског становништва                                                    | 7.79     |
| 122 | Економски активно становништво                                                                   | 11267    |
| 123 | Економски активна мушка популација                                                               | 7582     |
| 124 | Економски активна женска популација                                                              | 3685     |
| 125 | Становништво које није економски активно                                                         | 10578    |
| 126 | Мушко становништво које није економски активно                                                   | 2882     |
| 127 | Женско становништво које није економски активно                                                  | 7696     |
| 128 | Запослено становништво                                                                           | 10863    |
| 129 | Запослено мушко становништво                                                                     | 7237     |
| 130 | Запослено женско становништво                                                                    | 3626     |
| 131 | Незапослена популација                                                                           | 404      |
| 132 | Незапослена мушка популација                                                                     | 345      |
| 133 | Незапослена женска популација                                                                    | 59       |
| 134 | Становништво без права на здравствене услуге                                                     | 6401     |
| 135 | Становништво које има право на здравствене услуге                                                | 22935    |
| 136 | Становништво које има право на ИМСС                                                              | 5427     |
| 137 | Становништво које има право на социјално осигурање                                               | 2137     |
| 138 | Становништво које има право на државно социјално осигурање                                       | 36       |
| 139 | Становништво које има право на опште осигурање или здравствено осигурање за нову генерацију      | 14556    |
| 140 | Становништво које је било једном или није било у браку током 12 година и више                    | 7452     |
| 141 | Венчано или уједињено становништво од 12 година и више                                           | 12176    |
| 142 | Становништво које је било у браку или уједињено 12 година и више                                 | 2276     |
| 143 | Становништво са католичком религијом                                                             | 16309    |
| 144 | Протестанти, еванђелисти и библијски следбеници различити од еванђелиста                         | 7558     |
| 145 | Становништво са другим религијама различитим од претходних                                       | 9        |
| 146 | Становништво без религије                                                                        | 5404     |
| 147 | Укупно пописаних домаћинства                                                                     | 7414     |
| 148 | Пописна домаћинства на челу са мушкарцима                                                        | 5417     |
| 149 | Пописна домаћинства на челу са женама                                                            | 1997     |
| 150 | Становништво у пописним домаћинствима                                                            | 29336    |
| 151 | Становништво у пописним домаћинствима на челу са мушкарцима                                      | 22159    |
| 152 | Становништво у пописним домаћинствима на челу са женама                                          | 7177     |
| 153 | Укупно домаћинстава                                                                              | 9395     |
| 154 | Укупно насељених домаћинстава                                                                    | 7452     |
| 155 | Укупно приватних кућа                                                                            | 9357     |
| 156 | Насељени приватни домови                                                                         | 7414     |
| 157 | Укупно насељених приватних кућа                                                                  | 7450     |
| 158 | Ненасељене приватне куће                                                                         | 1192     |
| 159 | Појединачна домаћинства за привремену употребу                                                   | 751      |
| 160 | Становници у насељеним приватним кућама                                                          | 29336    |
| 161 | Насељеност станара у приватним становима                                                         | 3.96     |
| 162 | Просечно становника по соби у приватним насељеним домаћинствима                                  | 1.45     |
| 163 | Појединачна домаћинства са подовима од различитих материјала од земље                            | 6931     |
| 164 | Појединачна домаћинства у приземљу                                                               | 466      |
| 165 | Појединачна домаћинства са једном спаваћом собом                                                 | 4113     |
| 166 | Појединачна домаћинства са две спаваће собе и више                                               | 3289     |
| 167 | Појединачна домаћинства са једним собом                                                          | 2100     |
| 168 | Појединачна домаћинства са две собе                                                              | 1563     |
| 169 | Појединачна домаћинства са 3 собе и више                                                         | 3734     |
| 170 | Појединачна домаћинства која имају електрично светло                                             | 7306     |
| 171 | Појединачна домаћинства која немају електрично светло                                            | 97       |
| 172 | Појединачна домаћинства која имају водоводну воду у стамбеном простору                           | 7235     |
| 173 | Појединачна домаћинства која немају водоводну воду у стамбеном простору                          | 160      |
| 174 | Појединачна домаћинства која имају тоалет                                                        | 7155     |
| 175 | Појединачна домаћинства која имају канализацију                                                  | 7081     |
| 176 | Појединачна домаћинства која немају канализацију                                                 | 306      |
| 177 | Појединачна домаћинства која имају електрично светло, довод воде из јавне мреже и канализацију   | 6925     |
| 178 | Појединачна домаћинства без икаквих услова                                                       | 171      |
| 179 | Појединачна домаћинства која имају радио                                                         | 3938     |
| 180 | Појединачна домаћинства која имају телевизор                                                     | 6900     |
| 181 | Појединачна домаћинства која имају фрижидер                                                      | 6124     |
| 182 | Појединачна домаћинства која имају машину за веш                                                 | 5127     |
| 183 | Појединачна домаћинства која имају аутомобил или комби                                           | 2048     |
| 184 | Појединачна домаћинства која имају рачунар                                                       | 1521     |
| 185 | Појединачна домаћинства која имају фиксну телефонску линију                                      | 1250     |
| 186 | Појединачна домаћинства која имају мобилни телефон                                               | 5621     |
| 187 | Појединачна домаћинства која имају приступ интернету                                             | 826      |
| 188 | Величина локације                                                                                | 8        |